# Fatai Alashe
Fatai Alashe est un joueur américain de soccer né le 21 octobre 1993 à Southfield dans la banlieue de Détroit. Il joue au poste de milieu de terrain.

## Biographie

### Parcours en club

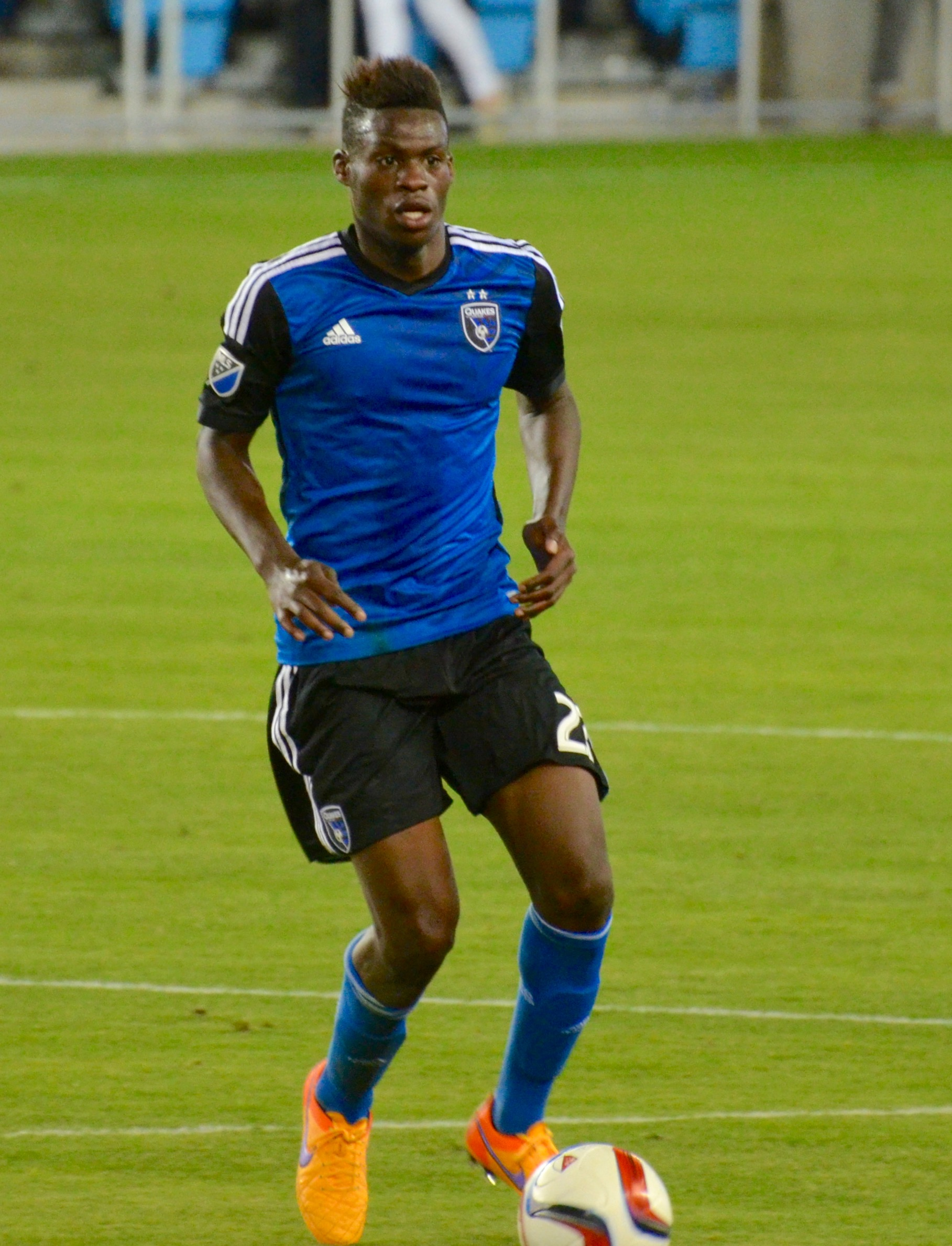
Fatai Alashe

Il est repêché en quatrième position par les Earthquakes de San José lors de la MLS SuperDraft 2015.

### En sélection nationale
En 2015, il dispute le Festival international espoirs – Tournoi Maurice-Revello, qui se déroule en Provence-Alpes-Côte d'Azur. Il finit troisième du tournoi avec les États-Unis.